# Jeannette Rankin

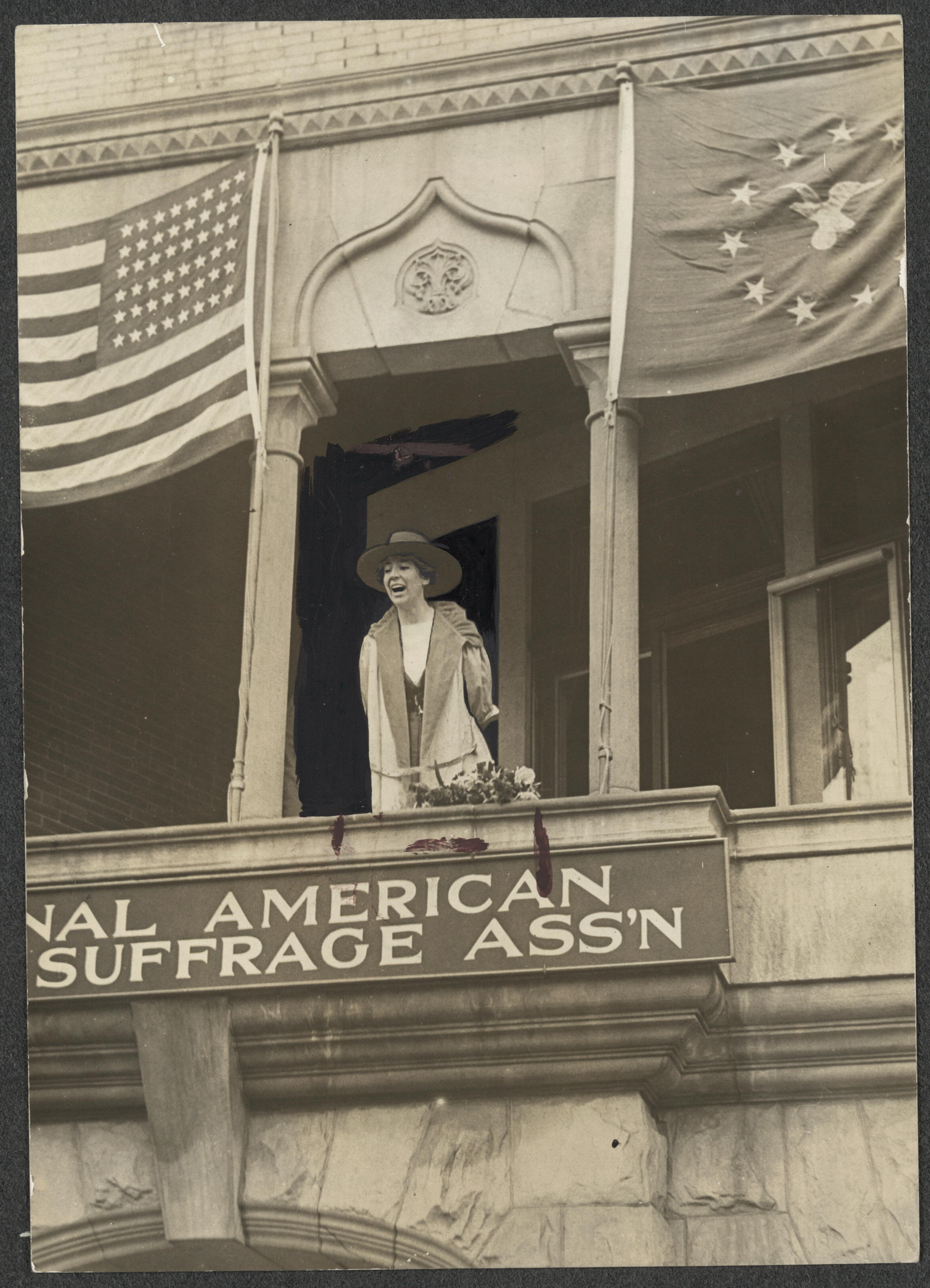
Jeannette Rankin, 1917

Jeannette Rankin (Missoula County (Montana), 11 juni 1880 – Carmel-by-the-Sea (Californië), 18 mei 1973) was de eerste vrouw die gekozen werd als lid van het Huis van Afgevaardigden in de Verenigde Staten en tevens het eerste vrouwelijk lid van het Amerikaanse Congres.
Rankin was Republikeins en stond haar hele leven lang bekend als pacifist. Ze was een van de weinige Congresleden die tegen deelname waren van de Verenigde Staten aan de Eerste Wereldoorlog en zelfs het enige lid dat stemde tegen de oorlogsverklaring aan Japan in de Tweede Wereldoorlog. Zij leidde het verzet tegen de Amerikaanse deelname aan de oorlog in Vietnam.
Ze werd geboren in Missoula, Montana als de dochter van een veefokker en een lerares. Ze bezocht de Universiteit van Montana en studeerde af in 1902. In 1908 verhuisde ze naar New York, waar ze een carrière als sociaal werkster begon. Later verhuisde ze naar Seattle en liet ze zich inschrijven voor de Universiteit van Washington, waar ze zich aansloot bij de net opgerichte beweging voor het  vrouwenstemrecht. Ze speelde een belangrijke rol in de strijd voor het vrouwenkiesrecht in Montana, wat in 1914 werd verwezenlijkt.

## Politieke carrière
Op 7 november 1916 werd ze gekozen in het Huis van Afgevaardigden en werd hiermee de eerste vrouw in het Amerikaanse Congres. Op 6 april 1917, slechts vier dagen na aanvang van haar termijn, stemde het Huis voor een resolutie om aan de Eerste Wereldoorlog mee te doen. Rankin stemde, net als 48 anderen, tegen de resolutie, waarmee ze meteen de smaad van de pers over zich heen kreeg. In diverse districten werden haar spreekbeurten voor het algemeen stemrecht geannuleerd. Ondanks haar stem tegen deelname aan de oorlog, zette ze zich wel in voor het verkopen van Liberty Bonds (een soort schuldbrief die door bekende Amerikanen werd verkocht voor financiering van de oorlogsdeelname door Amerika) en ze stemde ook voor de invoering van de militaire dienstplicht. In 1918 en 1919 introduceerde Rankin wetgeving voor het verkrijgen van staats- en federale fondsen voor klinieken, opleiding van vroedvrouwen en programma’s voor kraamverzorgsters met als inzet het reduceren van kindersterfte in de VS. 

In 1918 had ze geen succes met een campagne voor de Republikeinse nominatie voor het vertegenwoordigen van Montana in de Amerikaanse Senaat. Om deze reden probeerde ze het als een onafhankelijk kandidaat, maar ook dit mislukte. Haar termijn als afgevaardigde eindigde in het begin van 1919. 
In de daaropvolgende 20 jaar werkte ze in Washington D.C. als lobbyist voor verschillende doeleinden. Terwijl ze in dienst was van de 'National Consumers' League voerde ze campagne voor de wetgeving op gebied van gezondheidszorg voor moeder en kind en om deze beter te waarborgen. Als lobbyist zette Rankin zich ook in voor invoering van een wet (de Sheppard-Towner Act) die de uitgaven voor de zorg van moeder en kind regelde, hetgeen de eerste federale wet was voor maatschappelijk werk speciaal voor vrouwen en kinderen. Het effect van de uitgaven was dat het sterftecijfer van moeders en baby’s tijdens en na bevallingen aanzienlijk terug liep. De wetgeving werd echter pas in 1921 bekrachtigd en werd acht jaar later weer ingetrokken.
Rankin was medeoprichtster en vicepresident van de American Civil Liberties Union en medeoprichtster en lid van de Women's International League for Peace and Freedom.

## Opnieuw gekozen
In 1940 werd Rankin opnieuw gekozen als lid van het Congres, deze keer door het anti-oorlogs platform. Na de aanval op Pearl Harbor stemde ze opnieuw, als enige lid van het Congres, tegen de deelname aan de oorlog. Haar argumentatie luidde: "Als vrouw kan ik niet aan de oorlog deelnemen en ik weiger dan ook om iemand anders te sturen. Ik stem TEGEN". Ze stemde echter niet tegen de oorlogsverklaring aan Duitsland en Italië toen deze landen de oorlog verklaarden aan de Verenigde Staten.
Rankin deed geen poging om herkozen te worden, omdat ze door haar opstelling niet erg populair was geworden. Gedurende haar verdere leven reisde ze zeven keer naar India en werd ze een toegewijd aanhangster van Gandhi’s principes van geweldloosheid en zelfbeschikking.

## Activiste

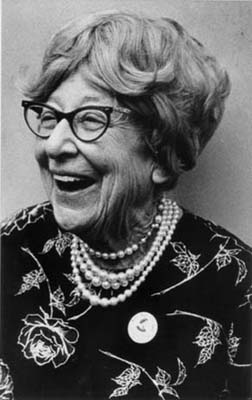
Jeanette Rankin in 1973

Als aanhangster van Dr. Martin Luther King, Jr. leidde ze in 1968 een groep van 5000 vrouwen, die zich "The Jeannette Rankin Brigade" noemde, in een mars naar het Capitool om te demonstreren tegen de betrokkenheid van de Verenigde Staten in de Vietnamoorlog. Onder de deelnemers bevonden zich ook Coretta Scott King en Judy Collins.
Jeanette Rankin overleed in 1973 in Carmel, Californië op 92-jarige leeftijd. Ze vermaakte haar bezittingen in Watkinsville, Georgia aan de Jeannette Rankin Foundation om werkeloze vrouwelijke arbeidsters te helpen. In 1985 werd een standbeeld van haar opgericht en geplaatst in de United States Capitol's Statuary Hall.